# بیکتور مسا
بیکتور مسا (انگلیسی: Víctor Mesa؛ زادهٔ ۲۰ فوریهٔ ۱۹۶۰) بازیکن بیسبال اهل کوبا بود.